# Telson (Skorpione)

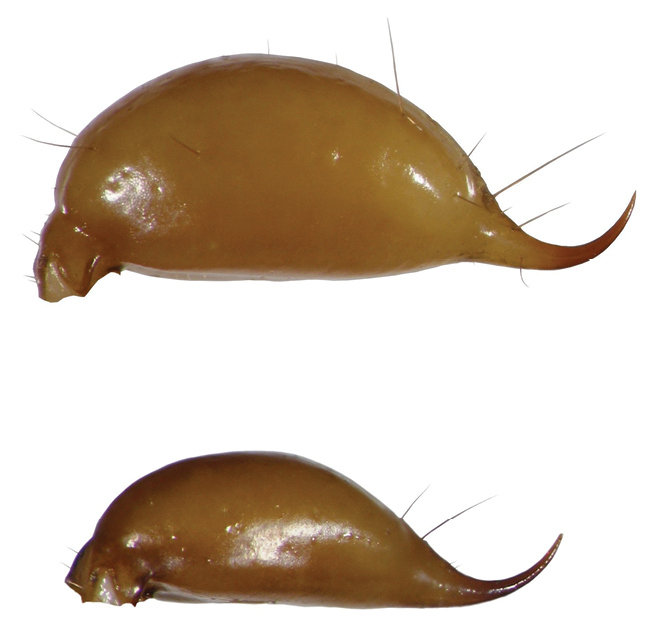
Telson von Euscorpius avcii, oben männlich, unten weiblich

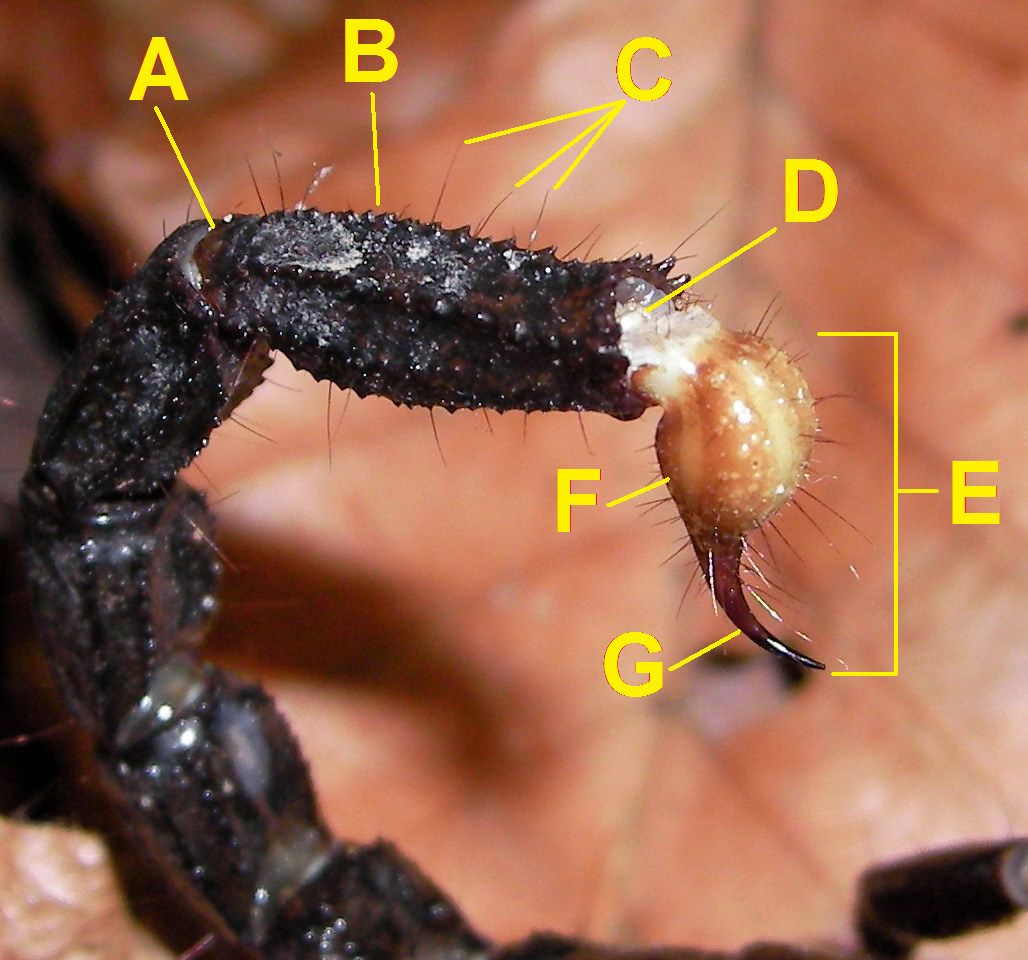
Metasoma eines Kaiserskorpions mit der Membran zwischen dem 4. und 5. Segment (A), 5. Segment (B), Setae (C), Anus (D), Telson (E), Giftblase (F) und Giftstachel (G)

Das Telson (von altgriechisch τέλσον telson, deutsch ‚Grenze‘) ist der letzte Körperabschnitt der Skorpione. Es weist gegenüber dem Telson anderer Gliederfüßer, auch dem aller anderen rezenten Kieferklauenträger, mehrere Besonderheiten auf und besteht aus der Giftblase (Vesikel) mit den inliegenden Giftdrüsen und dem Giftstachel (Aculeus).

## Äußerer Aufbau

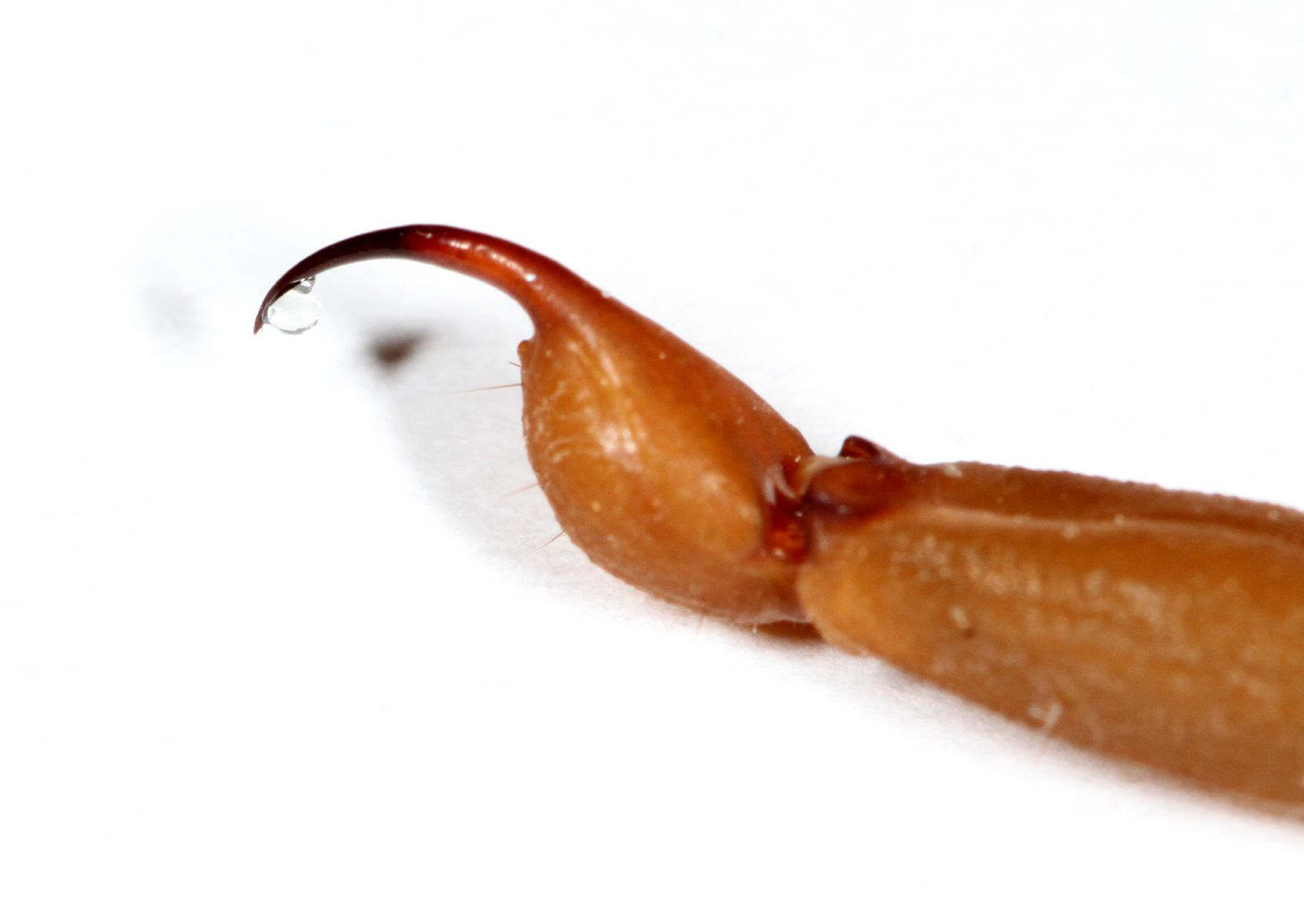
Von rechts: letztes Segment des Metasomas, Giftblase mit subakulearem Tuberkel und Giftstachel mit Gifttropfen

Das Telson ist der letzte Abschnitt des Metasomas der Skorpione und wird nicht als Segment angesehen (auch wenn es Forscher gibt, die annehmen, das Telson der Skorpione gehe in Wirklichkeit auf eine Verschmelzung des ursprünglichen Telson mit einem Abdominalsegment zurück). Abweichend vom Bauplan der übrigen Gliederfüßer, bei denen als Telson der letzte Körperabschnitt mit dem Anus bezeichnet wird, befindet sich der Anus der Skorpione ventral am Ende des fünften und letzten Segments des Metasomas, unmittelbar vor dem Telson. Das Telson besteht aus der Giftblase mit den beiden Giftdrüsen, Muskeln und sensorischen Organen und dem Giftstachel.
Bei vielen Skorpionen befindet sich ventral am Übergang von der Giftblase zum Stachel ein Knoten oder dornenförmiger Fortsatz, das subakuleare Tuberkel. Es kann, wo es vorhanden ist, ein wichtiges taxonomisches Merkmal sein. Das Fehlen des subakeluaren Tuberkels unterschied die Familie Scorpionidae von der 2003 durch die Arachnologen Michael E. Soleglad und Victor Fet aufgehobenen Familie Diplocentridae. Bei Messungen der Längen von Telson oder Giftstachel wird ab dem subakulearen Tuberkel gemessen. Längenangaben für das Metasoma gelten für dessen fünf Segmente und schließen das Telson niemals ein.
Wie fast alle Organe der Skorpione kann auch das Telson bei den Geschlechtern unterschiedlich gestaltet sein. Bei den meisten Arten sind die Giftblasen der weiblichen Skorpione größer und stärker gerundet. Bei den Gattungen Anuroctonus und Euscorpius ist jedoch das Gegenteil der Fall. Bei Anuroctonus phaiodactylus haben männliche Skorpione eine Verdickung an der Basis des Giftstachels, und bei der Gattung Hemiscorpius ist das männliche Telson verlängert und zweigeteilt.
Vielfach ist die äußere Erscheinung des Telsons von Anpassungen an die Lebensweise einer Skorpionart beeinflusst. So haben manche psammophile Arten, wie Vejovoidus longiunguis, stromlinienförmige Metasomen, einschließlich des Telson, die ihnen bei der Fortbewegung im Sand helfen. Arten, die Wohnröhren graben und an deren Eingängen auf Beute lauern, haben oftmals kräftige Chelae, die beim Beutefang und bei der Verteidigung gegen Prädatoren häufiger als der Giftstachel eingesetzt werden. Ihr Telson ist daher oft verkleinert, wie bei den Arten der Gattungen Heterometrus und Opistophthalmus in der Familie Scorpionidae. Demgegenüber haben Arten der Familie Buthidae, bei denen der Giftstachel häufig eingesetzt wird, oft ein besonders großes Telson.

## Innerer Aufbau

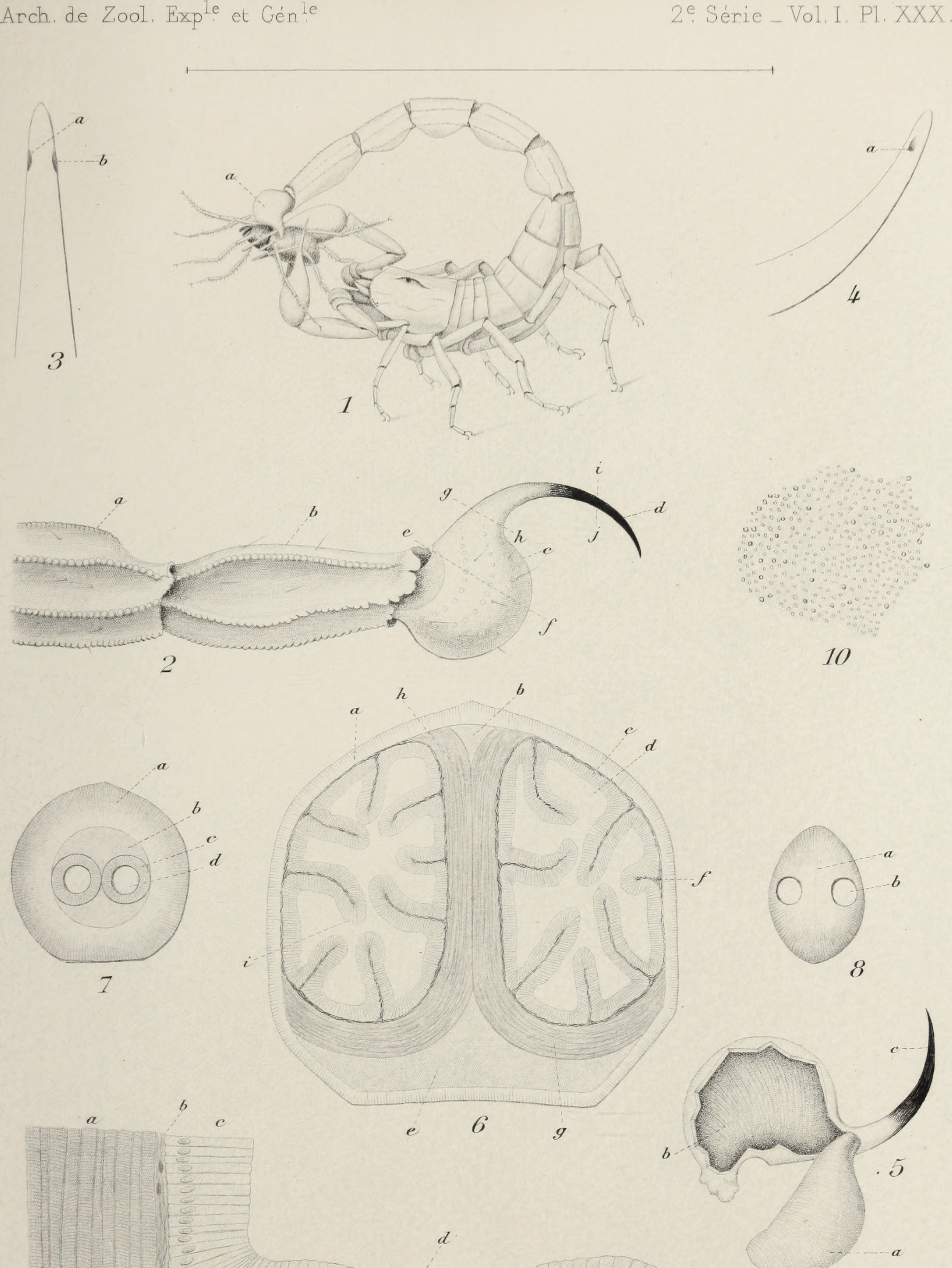
Historische Darstellung der Anatomie der Skorpione: Metasoma, viertes und fünftes Segment und Telson von der Seite (2), Querschnitt des Telson mit den beiden Giftdrüsen und umgebender Muskulatur (6); Längsschnitt des Telson (5).

Das Innere des Telson wird von zwei Giftdrüsen eingenommen, die sich links und rechts der Körperachse befinden. Sie sind in der Mitte und oben von Muskeln umgeben und voneinander durch eine Muskelschicht getrennt. Von den Giftdrüsen führt jeweils ein schlauchförmiger Ausgang zum Giftstachel. Beim Einsatz des Skorpiongiftes kontrahieren die Muskeln, die Giftdrüsen werden gegen das Exoskelett gedrückt und das Gift gelangt durch die Schläuche zum Stachel. Mehrere Arten der Gattung Parabuthus sind dazu in der Lage, einen Nebel oder Strahl ihres Giftes bis zu einem halben Meter hoch und einen Meter weit zu sprühen.
Die Giftdrüsen sind eine sackartige Struktur aus einer Membran, in deren Inneren sich eine Schicht Bindegewebe befindet. Das eigentliche Drüsengewebe ist ein einschichtiges Drüsenepithel, das in den meisten Fällen mehrfach und bei den verschiedenen Familien der Skorpione in unterschiedlichem Maß gefaltet ist. Es füllt den Hohlraum der Drüse teilweise aus. Im nicht durch das Epithel belegten Teil der Giftdrüsen wird das produzierte Gift für den Gebrauch vorgehalten.
Bei der Gewinnung von Skorpiongiften für die Herstellung von Antiveninen kommen drei Methoden zum Einsatz. Das Mazerieren abgetrennter Telsone in Wasser oder Salzlösung ergibt stark verunreinigte Lösungen, da neben dem Gift noch andere Substanzen gelöst werden. Gleichwohl wird die Methode angewendet, um bei der Herstellung von Antiveninen schnell hinreichend große Mengen injizierbaren Giftes zu erhalten. Das manuelle Zusammendrücken der Giftblasen ist extrem aufwändig, ergibt aber im Vergleich zur Elektrostimulation bis zu zehn Mal stärkeres Gift. Bei der Elektrostimulation wird an das Telson ein elektrischer Strom angelegt, wodurch das Gift freigegeben wird. Auch hier kann das Gift durch andere Gewebsflüssigkeiten verunreinigt werden. Zudem tritt nach einigen Giftentnahmen ein Gewöhnungseffekt ein, so dass die Reizung der Muskeln mit Strom wirkungslos bleibt. Dennoch ist die Elektrostimulation heute die überwiegend angewendete Methode.

## Sensorik und Nerven
Das Telson, einschließlich des Giftstachels, ist ein hochentwickeltes Organ, mit ausgeprägten sensorischen Fähigkeiten. Es ist im Vergleich zu anderen Körperpartien der Skorpione dicht mit Sinneshaaren besetzt und weist Spaltsinnesorgane auf. Während die Sinneshaare am Ende der Giftstachel fehlen, sind auch dort noch Spaltsinnesorgane und in becherartige Vertiefungen zurückgezogene Sensoren vorhanden.
Im Telson und dem fünften Segment des Metasomas befinden sich Rezeptoren, die auf Lichtreize reagieren. Zudem konnte nachgewiesen werden, dass die Empfindlichkeit gegenüber Wärmereizen an den Pedipalpen und am Telson besonders groß ist. Es ist aber ungeklärt, ob hier spezielle Thermosensoren vorhanden sind, oder ob Skorpione im ganzen Körper innere Wärmerezeptoren besitzen. Dem Telson fehlen Rezeptoren zur Bestimmung der Eigenbewegung, diese werden von den entsprechenden Rezeptoren des letzten Segments des Metasomas erfasst.
Das Telson wird über einen doppelten Nervenstrang gesteuert, der seinen Ausgang in einem Bauchganglion des vierten metasomalen Segments hat. Er ist funktional mit anderen Nervensträngen verbunden, die die Bewegungen der Pedipalpen und der Beine steuern, um Angriffs- oder Verteidigungsbewegungen zu koordinieren.
Oberhalb der Muskeln, die die Giftdrüsen umgeben, befindet sich eine als Dorsaldrüse bezeichnete Struktur, deren Funktion unbekannt ist. Es wurde festgestellt, dass sie den Ganglien des Nervensystems ähnelt, weitere Forschungen dazu fanden nicht statt.

## Evolution

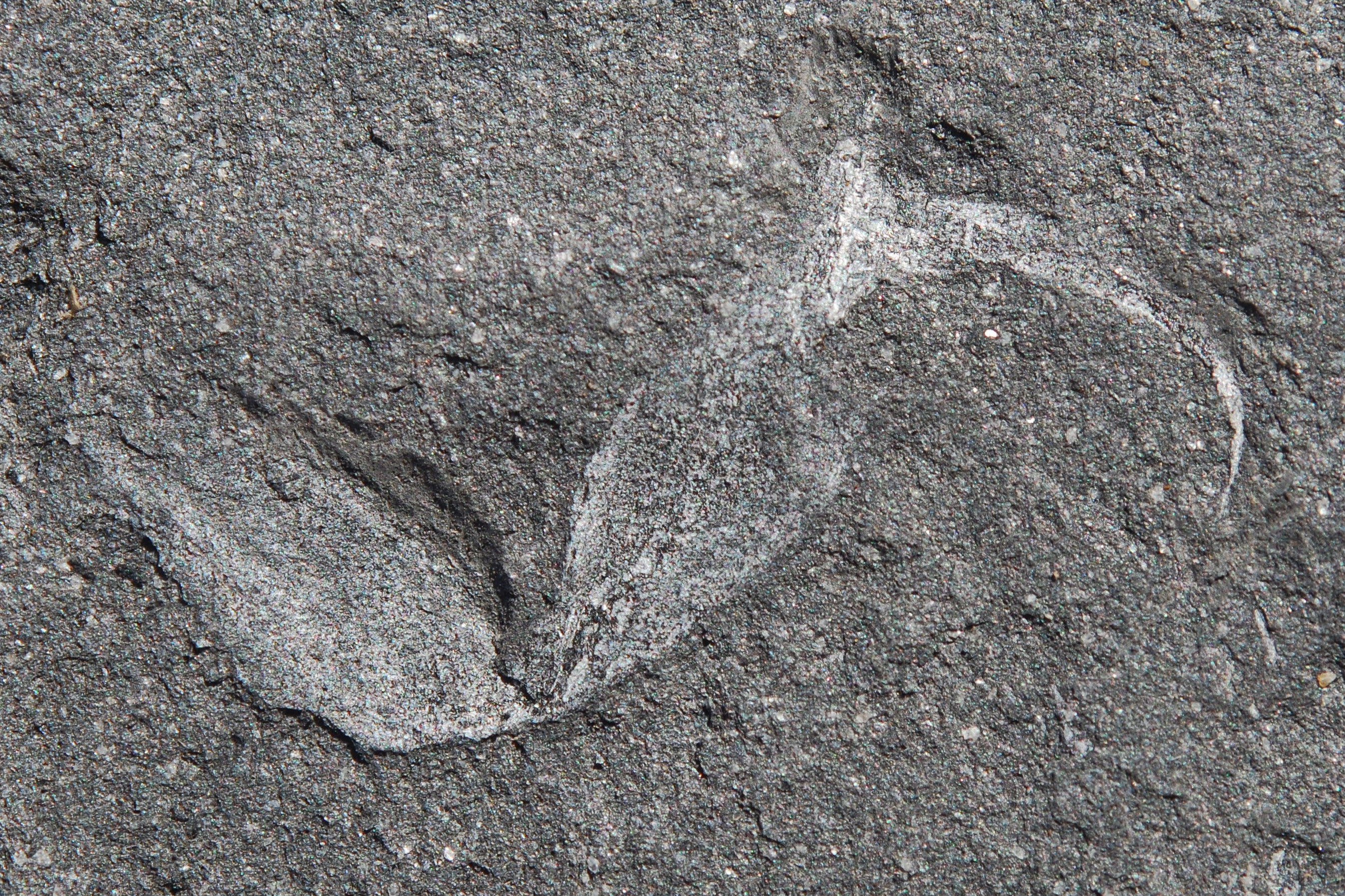
Letztes Segment des Metasomas, Giftblase und Giftstachel von Gondwanascorpio emzantsiensis

Ein Metasoma mit fünf Segmenten und einem Telson besaßen neben den Skorpionen nur zwei Familien der Seeskorpione, die Carcinosomatidae und die Mixopteridae. Ob diese fossilen Gruppen über Giftdrüsen verfügten, ist nicht bekannt. Das Telson dieser Seeskorpione wird als ein Ausdruck konvergenter Evolution gesehen, sodass das Telson der Skorpione eine eigenständige Entwicklung darstellt. Während der Organogenese gehen die Segmente des Metasomas und das Telson gemeinsam aus einem rudimentären Schwanzsegment hervor.